# Туз (човен)

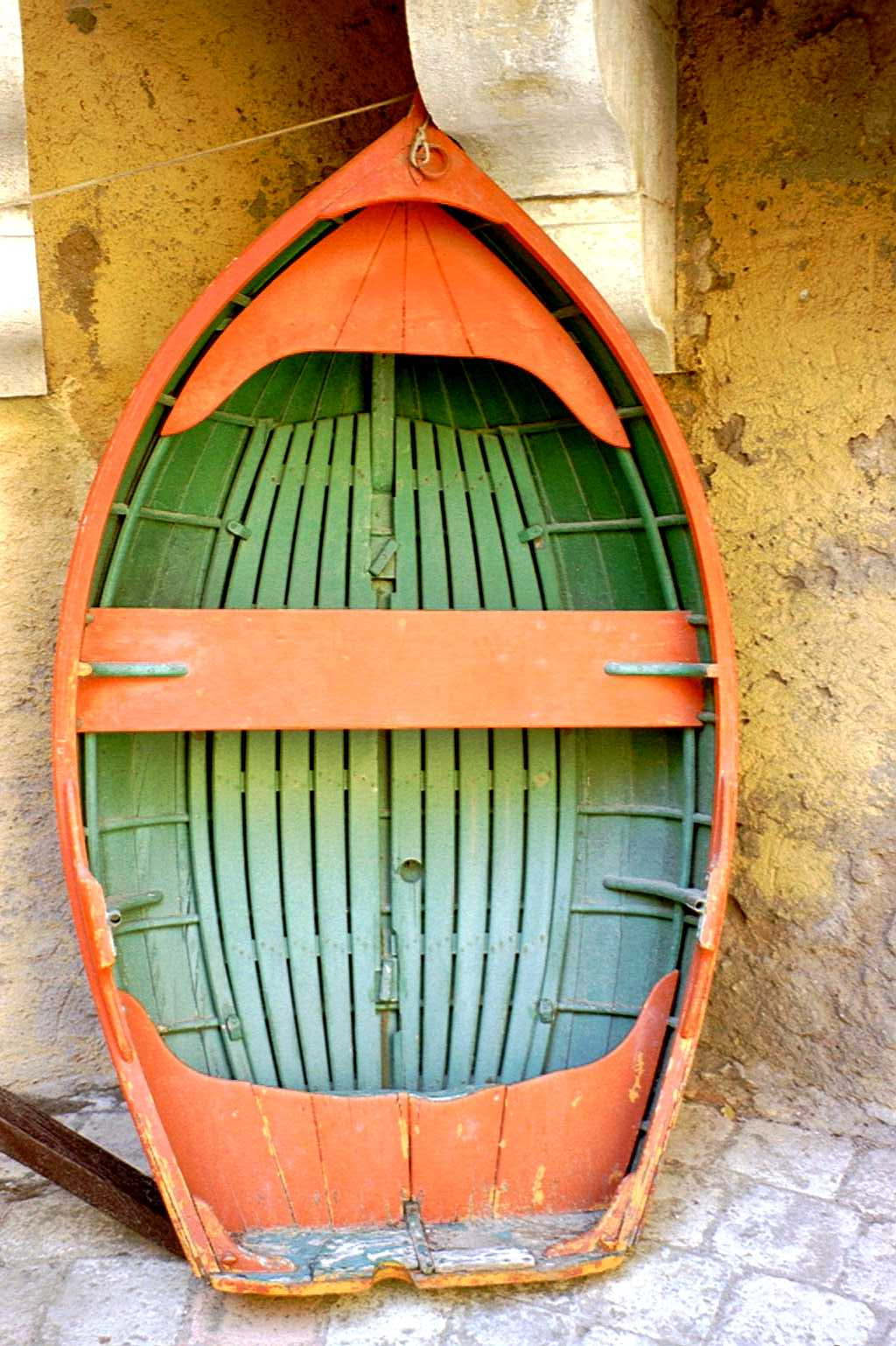
Туз

Туз (від англ. two's boat — «човен для двох»), ту́зик — найменша з суднових шлюпок; має одного весляра, який діє одночасно двома веслами; служить для переїзду на берег, коли судно стоїть поблизу останнього; має легку конструкцію і довжину менше 3 метрів.
Цікаво, що хоча назва походить з англійської мови, але в англійській морській термінології цей термін не використовується, такі шлюпки називають dinghy.